# Premier League (2024/2025)
Sezon 2024/2025 Premier League – 33. edycja tych rozgrywek od czasu założenia w 1992 roku.
Sezon rozpoczął się 16 sierpnia 2024 roku, a zakończył 25 maja 2025 roku. W rywalizacji brało udział 20 zespołów, w tym obrońca tytułu – Manchester City – oraz trzy zespoły, które awansowały z Championship w poprzednim sezonie: Leicester City, Ipswich Town i Southampton (zwycięzca baraży).

## Drużyny
| Uczestnicy poprzedniej edycji                                                                                 | Uczestnicy poprzedniej edycji | Uczestnicy poprzedniej edycji | Uczestnicy poprzedniej edycji |
| --- | ----------------------------- | ----------------------------- | ----------------------------- |
| MNC | Manchester City               | 1                             |                               |
| ARS | Arsenal                       | 2                             |                               |
| LFC | Liverpool                     | 3                             |                               |
| AST | Aston Villa                   | 4                             |                               |
| TOT | Tottenham Hotspur             | 5                             |                               |
| CHE | Chelsea                       | 6                             |                               |
| NEW | Newcastle United              | 7                             |                               |
| MNU | Manchester United             | 8                             |                               |
| WHU | West Ham United               | 9                             |                               |
| CRY | Crystal Palace                | 10                            |                               |
| B&H | Brighton & Hove Albion        | 11                            |                               |
| BOU | Bournemouth                   | 12                            |                               |
| FUL | Fulham                        | 13                            |                               |
| WOL | Wolverhampton Wanderers       | 14                            |                               |
| EVE | Everton                       | 15                            |                               |
| BRE | Brentford                     | 16                            |                               |
| NTF | Nottingham Forest             | 17                            |                               |
| Awans z EFL Championship 2023/2024                                                                            |                               |                               |                               |
| LEI | Leicester City                | 1                             |                               |
| IPS | Ipswich Town                  | 2                             |                               |
| po barażach                                                                                                   |                               |                               |                               |
| SOT | Southampton                   | 4                             |                               |
| Oznaczenia: - kolumna pierwsza – skróty nazw drużyn, - kolumna trzecia – miejsce zajęte w poprzednim sezonie. |                               |                               |                               |

## Stadiony i lokalizacje
|  | Miasto              | Stadion                     | Klub                    | Pojemność | Zdjęcie |
|  | ------------------- | --------------------------- | ----------------------- | --------- | ------- |
|  | Manchester          | Old Trafford                | Manchester United       | 74 310    |         |
|  | Londyn              | Tottenham Hotspur Stadium   | Tottenham Hotspur       | 62 850    |         |
|  | Londyn              | London Stadium              | West Ham United         | 62 500    |         |
|  | Liverpool           | Anfield                     | Liverpool               | 61 276    |         |
|  | Londyn              | Emirates Stadium            | Arsenal                 | 60 704    |         |
|  | Manchester          | City of Manchester Stadium  | Manchester City         | 53 400    |         |
|  | Newcastle upon Tyne | St James’ Park              | Newcastle United        | 52 305    |         |
|  | Birmingham          | Villa Park                  | Aston Villa             | 42 657    |         |
|  | Londyn              | Stamford Bridge             | Chelsea                 | 40 343    |         |
|  | Liverpool           | Goodison Park               | Everton                 | 39 414    |         |
|  | Southampton         | St Mary’s Stadium           | Southampton             | 32 384    |         |
|  | Leicester           | King Power Stadium          | Leicester City          | 32 262    |         |
|  | Brighton            | Falmer Stadium              | Brighton & Hove Albion  | 31 800    |         |
|  | Wolverhampton       | Molineux Stadium            | Wolverhampton Wanderers | 31 750    |         |
|  | Ipswich             | Portman Road                | Ipswich Town            | 30 673    |         |
|  | West Bridgford      | City Ground                 | Nottingham Forest       | 30 332    |         |
|  | Londyn              | Selhurst Park               | Crystal Palace          | 25 486    |         |
|  | Londyn              | Craven Cottage              | Fulham                  | 22 384    |         |
|  | Londyn              | Brentford Community Stadium | Brentford               | 17 250    |         |
|  | Bournemouth         | Dean Court                  | Bournemouth             | 11 364    |         |

## Trenerzy, kapitanowie i sponsorzy
| Zespół                  | Trener              | Kapitan            | Sponsor techniczny | Sponsor strategiczny |
| ----------------------- | ------------------- | ------------------ | ------------------ | -------------------- |
| Arsenal                 | Mikel Arteta        | Martin Ødegaard    | Adidas             | Emirates             |
| Aston Villa             | Unai Emery          | John McGinn        | Adidas             | Betano               |
| Bournemouth             | Andoni Iraola       | Neto               | Umbro              | Dafabet              |
| Brentford               | Thomas Frank        | Christian Nørgaard | Umbro              | Hollywoodbets        |
| Brighton & Hove Albion  | Fabian Hürzeler     | Lewis Dunk         | Nike               | American Express     |
| Chelsea                 | Enzo Maresca        | Reece James        | Nike               | Infinite Athlete     |
| Crystal Palace          | Oliver Glasner      | Joel Ward          | Macron             | Cinch                |
| Everton                 | David Moyes         | Séamus Coleman     | Hummel             | Stake.com            |
| Fulham                  | Marco Silva         | Tom Cairney        | Adidas             | SBOTOP               |
| Ipswich Town            | Kieran McKenna      | Sam Morsy          | Umbro              | +–=÷× Tour           |
| Leicester City          | Ruud Van Nisterlooy | Jamie Vardy        | Adidas             | King Power           |
| Liverpool               | Arne Slot           | Virgil van Dijk    | Nike               | Standard Chartered   |
| Manchester City         | Pep Guardiola       | Kyle Walker        | Puma               | Etihad Airways       |
| Manchester United       | Ruben Amorim        | Bruno Fernandes    | Adidas             | Qualcomm Snapdragon  |
| Newcastle United        | Eddie Howe          | Jamaal Lascelles   | Adidas             | Sela                 |
| Nottingham Forest       | Nuno Espírito Santo | Ryan Yates         | Adidas             | Kaiyun Sports        |
| Southampton             | Simon Rusk          | Jack Stephens      | Puma               | Sportsbet.io         |
| Tottenham Hotspur       | Ange Postecoglou    | Son Heung-min      | Nike               | AIA                  |
| West Ham United         | Graham Potter       | Jarrod Bowen       | Umbro              | Betway               |
| Wolverhampton Wanderers | Vítor Pereira       | Nélson Semedo      | Castore            | AstroPay             |

| Oznaczenia: - Jako sponsora technicznego należy rozumieć firmę, która dostarcza danemu klubowi sprzęt niezbędny do gry - Jako sponsora strategicznego należy rozumieć firmę, która reklamuje się na klatce piersiowej koszulki meczowej |

### Zmiany trenerów
| Klub                    | Były trener         | Data odejścia        | Powód                             | Nowy trener         | Data zatrudnienia |
| ----------------------- | ------------------- | -------------------- | --------------------------------- | ------------------- | ----------------- |
| Brighton & Hove Albion  | Roberto De Zerbi    | 19 maja 2024         | Zwolnienie za porozumieniem stron | Fabian Hürzeler     | 15 czerwca 2024   |
| Liverpool               | Jürgen Klopp        | 19 maja 2024         | Rezygnacja                        | Arne Slot           | 1 lipca 2024      |
| West Ham United         | David Moyes         | 19 maja 2024         | Koniec kontraktu                  | Julen Lopetegui     | 1 lipca 2024      |
| Chelsea                 | Mauricio Pochettino | 21 maja 2024         | Zwolnienie za porozumieniem stron | Enzo Maresca        | 1 lipca 2024      |
| Leicester City          | Enzo Maresca        | 3 czerwca 2024       | Kontrakt z Chelsea                | Steve Cooper        | 20 czerwca 2024   |
| Manchester United       | Erik Ten Hag        | 28 października 2024 | Zwolnienie                        | Ruben Amorim        | 11 listopada 2024 |
| Leicester City          | Steve Cooper        | 24 listopada 2024    | Zwolnienie                        | Ruud Van Nisterlooy | 29 listopada 2024 |
| Wolverhampton Wanderers | Gary O’Neil         | 15 grudnia 2024      | Zwolnienie                        | Vítor Pereira       | 19 grudnia 2024   |
| Southampton             | Russell Martin      | 15 grudnia 2024      | Zwolnienie                        | Ivan Jurić          | 21 grudnia 2024   |
| West Ham United         | Julen Lopetegui     | 8 stycznia 2025      | Zwolnienie                        | Graham Potter       | 9 stycznia 2025   |
| Everton                 | Sean Dyche          | 9 stycznia 2025      | Zwolnienie                        | David Moyes         | 11 stycznia 2025  |
| Southampton             | Ivan Jurić          | 7 kwietnia 2025      | Zwolnienie za porozumieniem stron | Simon Rusk          | 7 kwietnia 2025   |

## Rozgrywki

### Tabela ligowa
| Lp. | Drużyna                 | M  | Z  | R  | P  | B+ | B– | +/– | Pkt | Kwalifikacja lub spadek                |
| --- | ----------------------- | -- | -- | -- | -- | -- | -- | --- | --- | -------------------------------------- |
| 1   | Liverpool (M)           | 38 | 25 | 9  | 4  | 86 | 41 | +45 | 84  | Liga Mistrzów UEFA • Faza ligowa       |
| 2   | Arsenal                 | 38 | 20 | 14 | 4  | 69 | 34 | +35 | 74  | Liga Mistrzów UEFA • Faza ligowa       |
| 3   | Manchester City         | 38 | 21 | 8  | 9  | 72 | 44 | +28 | 71  | Liga Mistrzów UEFA • Faza ligowa       |
| 4   | Chelsea                 | 38 | 20 | 9  | 9  | 64 | 43 | +21 | 69  | Liga Mistrzów UEFA • Faza ligowa       |
| 5   | Newcastle United (L)    | 38 | 20 | 6  | 12 | 68 | 47 | +21 | 66  | Liga Mistrzów UEFA • Faza ligowa       |
| 6   | Aston Villa             | 38 | 19 | 9  | 10 | 58 | 51 | +7  | 66  | Liga Europy UEFA • Faza ligowa         |
| 7   | Nottingham Forest       | 38 | 19 | 8  | 11 | 58 | 46 | +12 | 65  | [ ii ]                                 |
| 8   | Brighton & Hove Albion  | 38 | 16 | 13 | 9  | 66 | 59 | +7  | 61  |                                        |
| 9   | Bournemouth             | 38 | 15 | 11 | 12 | 58 | 46 | +12 | 56  |                                        |
| 10  | Brentford               | 38 | 16 | 8  | 14 | 66 | 57 | +9  | 56  |                                        |
| 11  | Fulham                  | 38 | 15 | 9  | 14 | 54 | 54 | 0   | 54  |                                        |
| 12  | Crystal Palace (P)      | 38 | 13 | 14 | 11 | 51 | 51 | 0   | 53  | Liga Konferencji UEFA • Runda play-off |
| 13  | Everton                 | 38 | 11 | 15 | 12 | 42 | 44 | −2  | 48  |                                        |
| 14  | West Ham United         | 38 | 11 | 10 | 17 | 46 | 62 | −16 | 43  |                                        |
| 15  | Manchester United       | 38 | 11 | 9  | 18 | 44 | 54 | −10 | 42  |                                        |
| 16  | Wolverhampton Wanderers | 38 | 12 | 6  | 20 | 54 | 69 | −15 | 42  |                                        |
| 17  | Tottenham Hotspur       | 38 | 11 | 5  | 22 | 64 | 65 | −1  | 38  | Liga Mistrzów UEFA • Faza grupowa      |
| 18  | Leicester City (S)      | 38 | 6  | 7  | 25 | 33 | 80 | −47 | 25  | Spadek do EFL Championship             |
| 19  | Ipswich Town (S)        | 38 | 4  | 10 | 24 | 36 | 82 | −46 | 22  | Spadek do EFL Championship             |
| 20  | Southampton (S)         | 38 | 2  | 6  | 30 | 26 | 86 | −60 | 12  | Spadek do EFL Championship             |

1. ↑  Premier League zyskała dodatkowe miejsce w Lidze Mistrzów dzięki zajęciu przez Anglię miejsca jako jedna z dwóch federacji o najwyższym współczynniku punktów w sezonie 2024/25.
2. 1 2  Zwycięzca Pucharu Ligi Angielskiej 2024/25, Newcastle United, zakwalifikował się do Ligi Mistrzów dzięki pozycji w lidze, miejsce zarezerwowane dla zwycięzców Pucharu Ligi Angielskiej (runda barażowa Ligi Konferencyjnej) zostało początkowo przekazane drużynie z 7. miejsca (Nottingham Forest). Jednak ze względu na przepisy dotyczące własności wielu klubów, zwycięzca Pucharu Anglii, Crystal Palace, nie mógł uczestniczyć w Lidze Europejskiej i zamiast tego przeszedł do rundy barażowej Ligi Konferencyjnej, a Nottingham Forest zajął jego miejsce w Lidze Europejskiej[22].
3. ↑  Tottenham Hotspur zakwalifikował się do fazy pucharowej Ligi Mistrzów jako zwycięzca Ligi Europy UEFA 2024/25.

### Wyniki
| Gospodarz \ Gość        | ARS | AVL | BOU | BRE | BHA | CHE | CRY | EVE | FUL | IPS | LEI | LIV | MCI | MUN | NEW | NFO | SOU | TOT | WHU | WOL |
| ----------------------- | --- | --- | --- | --- | --- | --- | --- | --- | --- | --- | --- | --- | --- | --- | --- | --- | --- | --- | --- | --- |
| Arsenal                 | —   | 2–2 | 1–2 | 1–1 | 1–1 | 1–0 | 2–2 | 0–0 | 2–1 | 1–0 | 4–2 | 2–2 | 5–1 | 2–0 | 1–0 | 3–0 | 3–1 | 2–1 | 0–1 | 2–0 |
| Aston Villa             | 0–2 | —   | 1–1 | 3–1 | 2–2 | 2–1 | 2–2 | 3–2 | 1–0 | 1–1 | 2–1 | 2–2 | 2–1 | 0–0 | 4–1 | 2–1 | 1–0 | 2–0 | 1–1 | 3–1 |
| Bournemouth             | 2–0 | 0–1 | —   | 1–2 | 1–2 | 0–1 | 0–0 | 1–0 | 1–0 | 1–2 | 2–0 | 0–2 | 2–1 | 1–1 | 1–1 | 5–0 | 3–1 | 1–0 | 1–1 | 0–1 |
| Brentford               | 1–3 | 0–1 | 3–2 | —   | 4–2 | 0–0 | 2–1 | 1–1 | 2–3 | 4–3 | 4–1 | 0–2 | 2–2 | 4–3 | 4–2 | 0–2 | 3–1 | 0–2 | 1–1 | 5–3 |
| Brighton & Hove Albion  | 1–1 | 0–3 | 2–1 | 0–0 | —   | 3–0 | 1–3 | 0–1 | 2–1 | 0–0 | 2–2 | 3–2 | 2–1 | 2–1 | 1–1 | 2–2 | 1–1 | 3–2 | 3–2 | 2–2 |
| Chelsea                 | 1–1 | 3–0 | 2–2 | 2–1 | 4–2 | —   | 1–1 | 1–0 | 1–2 | 2–2 | 1–0 | 3–1 | 0–2 | 1–0 | 2–1 | 1–1 | 4–0 | 1–0 | 2–1 | 3–1 |
| Crystal Palace          | 1–5 | 4–1 | 0–0 | 1–2 | 2–1 | 1–1 | —   | 1–2 | 0–2 | 1–0 | 2–2 | 0–1 | 2–2 | 0–0 | 1–1 | 1–1 | 2–1 | 1–0 | 0–2 | 4–2 |
| Everton                 | 1–1 | 0–1 | 2–3 | 0–0 | 0–3 | 0–0 | 2–1 | —   | 1–1 | 2–2 | 4–0 | 2–2 | 0–2 | 2–2 | 0–0 | 0–2 | 2–0 | 3–2 | 1–1 | 4–0 |
| Fulham                  | 1–1 | 1–3 | 2–2 | 2–1 | 3–1 | 1–2 | 0–2 | 1–3 | —   | 2–2 | 2–1 | 3–2 | 0–2 | 0–1 | 3–1 | 2–1 | 0–0 | 2–0 | 1–1 | 1–4 |
| Ipswich Town            | 0–4 | 2–2 | 1–2 | 0–1 | 0–2 | 2–0 | 0–1 | 0–2 | 1–1 | —   | 1–1 | 0–2 | 0–6 | 1–1 | 0–4 | 2–4 | 1–2 | 1–4 | 1–3 | 1–2 |
| Leicester City          | 0–2 | 1–2 | 1–0 | 0–4 | 2–2 | 1–2 | 0–2 | 1–1 | 0–2 | 2–0 | —   | 0–1 | 0–2 | 0–3 | 0–3 | 1–3 | 2–0 | 1–1 | 3–1 | 0–3 |
| Liverpool               | 2–2 | 2–0 | 3–0 | 2–0 | 2–1 | 2–1 | 1–1 | 1–0 | 2–2 | 4–1 | 3–1 | —   | 2–0 | 2–2 | 2–0 | 0–1 | 3–1 | 5–1 | 2–1 | 2–1 |
| Manchester City         | 2–2 | 2–1 | 3–1 | 2–1 | 2–2 | 3–1 | 5–2 | 1–1 | 3–2 | 4–1 | 2–0 | 0–2 | —   | 1–2 | 4–0 | 3–0 | 1–0 | 0–4 | 4–1 | 1–0 |
| Manchester United       | 1–1 | 2–0 | 0–3 | 2–1 | 1–3 | 1–1 | 0–2 | 4–0 | 1–0 | 3–2 | 3–0 | 0–3 | 0–0 | —   | 0–2 | 2–3 | 3–1 | 0–3 | 0–2 | 0–1 |
| Newcastle United        | 1–0 | 3–0 | 1–4 | 2–1 | 0–1 | 2–0 | 5–0 | 0–1 | 1–2 | 3–0 | 4–0 | 3–3 | 1–1 | 4–1 | —   | 4–3 | 1–0 | 2–1 | 0–2 | 3–0 |
| Nottingham Forest       | 0–0 | 2–1 | 1–1 | 0–2 | 7–0 | 0–1 | 1–0 | 0–1 | 0–1 | 1–0 | 2–2 | 1–1 | 1–0 | 1–0 | 1–3 | —   | 3–2 | 1–0 | 3–0 | 1–1 |
| Southampton             | 1–2 | 0–3 | 1–3 | 0–5 | 0–4 | 1–5 | 1–1 | 1–0 | 1–2 | 1–1 | 2–3 | 2–3 | 0–0 | 0–3 | 1–3 | 0–1 | —   | 0–5 | 0–1 | 1–2 |
| Tottenham Hotspur       | 0–1 | 4–1 | 2–2 | 3–1 | 1–4 | 3–4 | 0–2 | 4–0 | 1–1 | 1–2 | 1–2 | 3–6 | 0–1 | 1–0 | 1–2 | 1–2 | 3–1 | —   | 4–1 | 2–2 |
| West Ham United         | 2–5 | 1–2 | 2–2 | 0–1 | 1–1 | 0–3 | 0–2 | 0–0 | 3–2 | 4–1 | 2–0 | 0–5 | 1–3 | 2–1 | 0–1 | 1–2 | 1–1 | 1–1 | —   | 2–1 |
| Wolverhampton Wanderers | 0–1 | 2–0 | 2–4 | 1–1 | 0–2 | 2–6 | 2–2 | 1–1 | 1–2 | 1–2 | 3–0 | 1–2 | 1–2 | 2–0 | 1–2 | 0–3 | 2–0 | 4–2 | 1–0 | —   |

## Statystyki

### Najlepsi strzelcy
| Bramki | Strzelcy             | Drużyna                 |
| ------ | -------------------- | ----------------------- |
| 27     | Mohamed Salah        | Liverpool               |
| 21     | Erling Haaland       | Manchester City         |
| 21     | Alexander Isak       | Newcastle United        |
| 19     | Chris Wood           | Nottingham Forest       |
| 18     | Bryan Mbeumo         | Brentford               |
| 16     | Yoane Wissa          | Brentford               |
| 15     | Ollie Watkins        | Aston Villa             |
| 14     | Matheus Cunha        | Wolverhampton Wanderers |
| 14     | Cole Palmer          | Chelsea                 |
| 13     | Jean-Philippe Mateta | Crystal Palace          |

Stan na 22 kwietnia 2025, Źródło: Strona Premier League.

### Hat-tricki
| Lp. | Zawodnik        | Drużyna          | Przeciwnik              | Wynik        | Kolejka | Data              |
| --- | --------------- | ---------------- | ----------------------- | ------------ | ------- | ----------------- |
| 1.  | Erling Haaland  | Manchester City  | Ipswich Town            | 4:1 (dom)    | 2       | 24 sierpnia 2024  |
| 2.  | Noni Madueke    | Chelsea          | Wolverhampton Wanderers | 6:2 (wyjazd) | 2       | 25 sierpnia 2024  |
| 3.  | Erling Haaland  | Manchester City  | West Ham United         | 3:1 (wyjazd) | 3       | 31 sierpnia 2024  |
| 4.  | Cole Palmer4    | Chelsea          | Brighton & Hove Albion  | 4:2 (dom)    | 6       | 28 września 2024  |
| 5.  | Kevin Schade    | Brentford        | Leicester City          | 4:1 (dom)    | 13      | 30 listopada 2024 |
| 6.  | Justin Kluivert | Bournemouth      | Wolverhampton Wanderers | 4:2 (wyjazd) | 13      | 30 listopada 2024 |
| 7.  | Alexander Isak  | Newcastle United | Ipswich Town            | 4:0 (wyjazd) | 17      | 21 grudnia 2024   |

4 – Zawodnik strzelił 4 bramki.

### Najlepsi asystenci
| Asysty | Zawodnik         | Drużyna           |
| ------ | ---------------- | ----------------- |
| 11     | Mohamed Salah    | Liverpool         |
| 10     | Bukayo Saka      | Arsenal           |
| 6      | Amad Diallo      | Manchester United |
| 6      | Cole Palmer      | Chelsea           |
| 6      | Antonee Robinson | Fulham            |
| 6      | Son Heung-min    | Tottenham Hotspur |

Stan na 22 grudnia 2024, Źródło: Strona Premier League

### Czyste konta
| Pozycja | Zawodnik          | Klub              | Czyste konta |
| ------- | ----------------- | ----------------- | ------------ |
| 1.      | Jordan Pickford   | Everton           | 7            |
| 2.      | André Onana       | Manchester United | 6            |
| 2.      | David Raya        | Arsenal           | 6            |
| 2.      | Matz Sels         | Nottingham Forest | 6            |
| 5.      | Robert Sánchez    | Chelsea           | 4            |
| 6.      | Alisson           | Liverpool         | 3            |
| 6.      | Kepa Arrizabalaga | Bournemouth       | 3            |
| 6.      | Dean Henderson    | Crystal Palace    | 3            |
| 6.      | Caoimhín Kelleher | Liverpool F.C.    | 3            |
| 6.      | Bernd Leno        | Fulham            | 3            |
| 6.      | Nick Pope         | Newcastle United  | 3            |
| 6.      | Guglielmo Vicario | Tottenham Hotspur | 3            |

Źródło: Strona Premier League

### Kary

#### Zawodnicy
- Najwięcej żółtych kartek: 7[24]
  -  Flynn Downes (Southampton)

- Najwięcej czerwonych kartek: 2[25]
  -  Jack Stephens (Southampton)

#### Kluby
- Najwięcej żółtych kartek: 52[26]
  - Southampton

- Najwięcej czerwonych kartek: 3[27]
  - Arsenal
  - Southampton